# خيار هوبسون

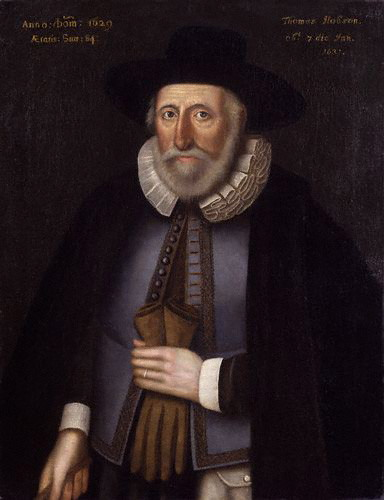
رسم لتوماس هوبسون معلق بمعرض اللوحات القومي بالعاصمة الإنجليزية لندن.

خيار هوبسون (بالإنجليزية: Hobson's choice)‏ هو خيار حر يُقدَّم فيه شيء واحد فقط، والشخص المقابل يتوجب عليه أن يقرر أن يختاره أو يرفضه، فهو أمام الخيارين فقط لا ثالث لهما؛ أخذه ما عرض عليه أو رفضه وخسارة ما عرض عليه. بعبارة أخرى بسيطة «خذها أو اتركها».
يقال إن هذه العبارة نشأت مع الإنجليزي توماس هوبسون (1544-1631)، وهو مالك إسطبل للخيل في مندية كامبريدج بإنجلترا، وكان يتيح لزبائنه ما هو متاح من الخيول بالقُرب من باب الإسطبل وإلا فلا خيول للإيجار، وبذلك لا يكون أمامهم سوى أخذ ما فُرض عليهم أو الرفض تمامًا. وبذلك يكون خيار هوبسون هو خيار ما بين ما هو متاح أو لا شيء.

## أصل الكملة
وفقًا للهامش الموجود أسفل لوحة هوبسون التي تم التبرع بها إلى كامبريدج جيلدهول، كان لدى هوبسون حوالي 40 حصاناً يحميهم في إسطبل كبير خاص بهم. يعتقد هوبسون أن كان يعطي زبائنه حرية الاختيار، لكن الواقع كان عكس ذلك. فقد طلب هوبسون من زبائنه اختيار الحصن في الكشك الأقرب إلى الباب. من أجل منعهم من شراء أجود أنواع الخيل. فكانوا زبائنه بذلك أمام خيارين؛ أخذ ما يعرضه عليهم أو عدم الشراء.
يقع إسطبل هوبسون على أرض مملوكة الآن لكلية سانت كاثرين بجامعة كامبريدج.

## الظهور المبكر في الكتابة
وفقًا لقاموس أكسفورد الإنجليزي، فإن أول استخدام مكتوب معروف لهذه العبارة كان في كتاب «إنذار روستيك إلى الحاخامات» (بالإنجليزية: The rustick's alarm to the Rabbies)‏، والذي كتبه صموئيل فيشر عام 1660:
يظهر أيضًا في مقالة جوزيف أديسون بعنوان  المشاهد (رقم 509 بتاريخ 14 أكتوبر 1712)؛ وفي قصيدة توماس وارد عام 1688 بعنوان «إصلاح إنجلترا» (بالإنجليزية: England's Reformation)‏، والتي لم تُنشر إلا بعد وفاة وارد. حيث كتب واد:

## الاستخدام الحديث
غالبًا ما يستخدم مصطلح «اختيار هوبسون» للإشارة إلى وهم الاختيار، ولكنه في الحقيقة ليس اختيارًا بين خيارين متكافئين كما يظن البعض؛ مثلما هو الحال بشوكة مورتون (بالإنجليزية: Morton's fork)‏، ولا هو اختيار بين خيارين غير مرغوب فيهما، كما المعضلة (بالإنجليزية: Dilemma)‏. اختيار هوبسون هو الاختيار بين الحصول على شيء أو لا شيء.
كذلك أشار جون ستيوارت مل في كتابه استعباد النساء (بالإنجليزية: The Subjection of Women)‏ كتب جون:
إن خيار هوبسون يختلف اختلافاً كبيراً عن:
- المعضلة (بالإنجليزية: Dilemma)‏: ، وهو الاختيار بين خيارين أو أكثر، وكلا الخيارين غير مرغوب فيهما.
- مأزق مفتعل (بالإنجليزية: False dilemma)‏: حيث يتم فيه النظر في خيارات معينة فقط، بينما في الواقع هناك خيارات أخرى.
- كاتش-22 (بالإنجليزية: Catch-22)‏: وهي مفارقة منطقية تنشأ من موقف يحتاج فيه الفرد إلى شيء لا يمكن اكتسابه إلا من خلال عدم وجوده في هذا الموقف بالذات.
- شوكة مورتون (بالإنجليزية: Morton's fork)‏ والربط المزدوج (بالإنجليزية: Double Bind)‏: وهو اختيارًا بين خيارين متكافئين يؤدون إلى نتائج متكافئة، وغالبًا ما تكون غير مرغوب فيها.
- الابتزاز (بالإنجليزية: Blackmail)‏ والإكراه (بالإنجليزية: Extortion)‏: وهو الاختيار بين دفع المال (أو بعض السلع أو الفعل غير النقدي) أو المخاطرة بالتعرض لعمل غير سار.

من الأخطاء الشائعة هو استخدام عبارة «اختيار هوبسيان» (بالإنجليزية: Hobbesian choice)‏ بدلاً من «اختيار هوبسون» (بالإنجليزية: Hobson's choice)‏، وهو خلط بين الفيلسوف توماس هوبز وتوماس هوبسون الغامض نسبيًا. (من المحتمل أن بعض الأشخاص قد يخلطون بين «اختيار هوبسون» (بالإنجليزية: Hobson's choice)‏ و «فخ هوبسيان» (بالإنجليزية: Hobbesian trap)‏، والذي يشير إلى فخ تقع فيه دولة عندما تهاجم دولة أخرى بدافع الخوف.) على الرغم من هذا الاستخدام المربك، فإن عبارة«اختيار هوبسيان» (بالإنجليزية: Hobbesian choice)‏ غير صحيحة تاريخياً.

## راجع أيضًا
- حمار بوريدان

## روابط خارجية
- Chisholm, Hugh, ed. (1911). "Hobson's Choice" . Encyclopædia Britannica (بالإنجليزية) (11th ed.). Cambridge University Press. Vol. 13. p. 553.